# 6188 Robertpepin
6188 Robertpepin è un asteroide della fascia principale. Scoperto nel 1988, presenta un'orbita caratterizzata da un semiasse maggiore pari a 3,1648510 UA e da un'eccentricità di 0,1789282, inclinata di 2,15874° rispetto all'eclittica.